# Dziennikarstwo obywatelskie
Dziennikarstwo obywatelskie – rodzaj dziennikarstwa uprawianego przez niezawodowych dziennikarzy w interesie społecznym.
Jego rozwój związany jest z internetem, bo to medium – w przeciwieństwie do prasy, radia czy telewizji – umożliwia każdemu interaktywne współtworzenie swojej zawartości i jej masowy kolportaż. Internet pozwala na tworzenie i publikację artykułów w czasie rzeczywistym oraz wspólną pracę w sposób wirtualny dziennikarzy z całego świata.
Z dziennikarstwem obywatelskim wiążą się szczególnie informacyjne serwisy internetowe, które pozwalają internautom na współtworzenie swojej zawartości. Do popularności tego rodzaju dziennikarstwa przyczynił się utworzony w 2000 r. południowokoreański serwis Ohmynews, którego twórca ukuł termin dziennikarz-obywatel. Jego sukces – a głównie dochody z reklam, z których portal wypłaca dostawcom informacji niewielkie honoraria – zachęciły koncerny medialne na całym świecie do tworzenia podobnych stron.

## Dziennikarstwo obywatelskie w Polsce
Za pierwszy polski serwis dziennikarstwa obywatelskiego uznawana jest polskojęzyczna wersja Wikinews, która powstała 19 lutego 2005 r. Kolejne serwisy dziennikarstwa obywatelskiego były otwierane przez profesjonalnych wydawców medialnych. W kwietniu 2006 r. Thinkmedia otworzyła serwis iThink.pl, a Polskapresse uruchomiła serwis Wiadomości24.pl. W czerwcu 2006. uruchomiona została polska wersja EIOBA.pl Na możliwość tworzenia informacji przez niezawodowych dziennikarzy nastawiły się także największe polskie portale internetowe. Jako pierwsza, Interia.pl uruchomiła w lipcu 2007 serwis Interia360.pl. W tym samym czasie rozpoczyna działalność niezależny portal CentrumPR.pl. Od 2006 roku rozwija się również sieć serwisów MM Moje Miasto – lokalnych portali internetowych tworzonych przez koncern Media Regionalne (wcześniej znany pod nazwą Orkla Press Polska).
Zasięg serwisów dziennikarstwa obywatelskiego w internecie rośnie. W lutym 2007 wynosił on 4,15%, natomiast już rok później wzrósł do 12,25%. Niemal 25% czytelników tych serwisów to mieszkańcy obszarów wiejskich.

## Prawo prasowe w Polsce
Dziennikarze obywatelscy są dziennikarzami, w rozumieniu polskiego Prawa prasowego, jeżeli zajmują się redagowaniem, tworzeniem lub przygotowywaniem materiałów prasowych na rzecz i z upoważnienia redakcji. Oznacza to, że dziennikarzom obywatelskim przysługują takie same prawa (np. prawo dostępu do informacji) i obowiązki (np. obowiązek przestrzegania etyki zawodowej i zachowania szczególnej staranności i rzetelności przy zbieraniu i wykorzystywaniu materiałów prasowych) co zawodowym dziennikarzom. W rezultacie, dziennikarze obywatelscy podlegają ochronie przed bezprawnym zmuszaniem do publikowania lub zaniechania publikowania materiałów prasowych oraz tłumieniem krytyki prasowej. Jednocześnie sami ponoszą odpowiedzialność cywilną i karną za swoje publikacje. Odpowiedzialność taką ponosi także dziennikarz będący redaktorem, w rozumieniu Prawa prasowego, nawet wówczas gdy swoją pracę wykonuje niezawodowo.

## Krytyka
Dziennikarstwo obywatelskie krytykowane bywa za uogólnianie, jednostronne przedstawianie poglądów i niedochowywanie staranności w postaci umożliwienia wypowiedzenia się obu stronom opisywanej sytuacji. Podkreśla się także, że duża liczba publikacji dziennikarzy obywatelskich jest jedynie przeredagowaniem doniesień zawodowych dziennikarzy.
Poddawane krytyce są także serwisy dziennikarstwa obywatelskiego tworzone przez koncerny medialne, jako służące jedynie lepszemu pozycjonowaniu stron internetowych podstawowych tytułów prasowych oraz zwiększaniu ruchu użytkowników na ich stronach.

## Perspektywy rozwoju
Zdaniem specjalistów dziennikarstwo obywatelskie będzie się wciąż dynamicznie rozwijać. Podkreśla się przewagę dziennikarzy obywatelskich w postaci lepszej znajomości lokalnych kontekstów zdarzeń, braku ograniczeń w postaci sztywnej linii programowej czy surowej oceny kolegiów redakcyjnych. Nie bez znaczenia jest także łatwość i szybkość zamieszczania materiałów, która może stanowić o przewadze dziennikarzy obywatelskich nad zawodowymi.